# ワンズモール
ワンズモール（One's Mall）は、千葉県千葉市稲毛区に位置するショッピングセンターである。2000年（平成12年）11月15日、日産不動産（現・日産ネットワークホールディングス）によって、鬼怒川ゴム工業の本社敷地の一部縮小に伴う跡地に開業した。

## 概要
施設所有は、東西アセット・マネジメントを経て、JapanCorになり、施設運営は、ザイマックスアルファを経て、JLLモールマネジメント（現・JLLリテールマネジメント）となっている。
開業時の主なテナントはダイエー、トイザらス、セントラルウェルネスクラブなどであった。
経営再建中のダイエーは2004年（平成16年）10月に産業再生機構傘下となり、2005年（平成17年）2月1日に全国の53の店舗を閉店することを発表。その中には千葉長沼店、成増店等、主力店舗も含まれていた。その後、9月29日に発表された記者会見で、再生計画で閉店予定だった千葉長沼店はリストアップされていた11店舗と共に業績回復が見込まれると判断され閉店は免れた。
2006年（平成18年）頃から直営3フロア（17,674㎡）を半分に集約し、家電、玩具、インテリア売場を廃止。専門店に転換することで営業を続けていた。
その後、2016年（平成28年）3月1日よりダイエーの営業権がイオンリテールに承継された。ダイエーとして同年3月9日まで営業を続け、改装休業を経て同年3月12日よりイオン千葉長沼店に改称する形で開店した。だが、2019年（平成31年）2月28日に閉店し、跡地にはロピアが開店している。なお、かつてダイエーの子会社であり、現在はイオングループの未来屋書店に吸収合併されたアシーネはダイエー・イオン撤退後も営業を続けている。

## 沿革
- 2000年（平成12年）
  - 11月15日 - 開業[13]。
  - 11月16日 - ダイエーが開店[8]。
- 2003年（平成15年）

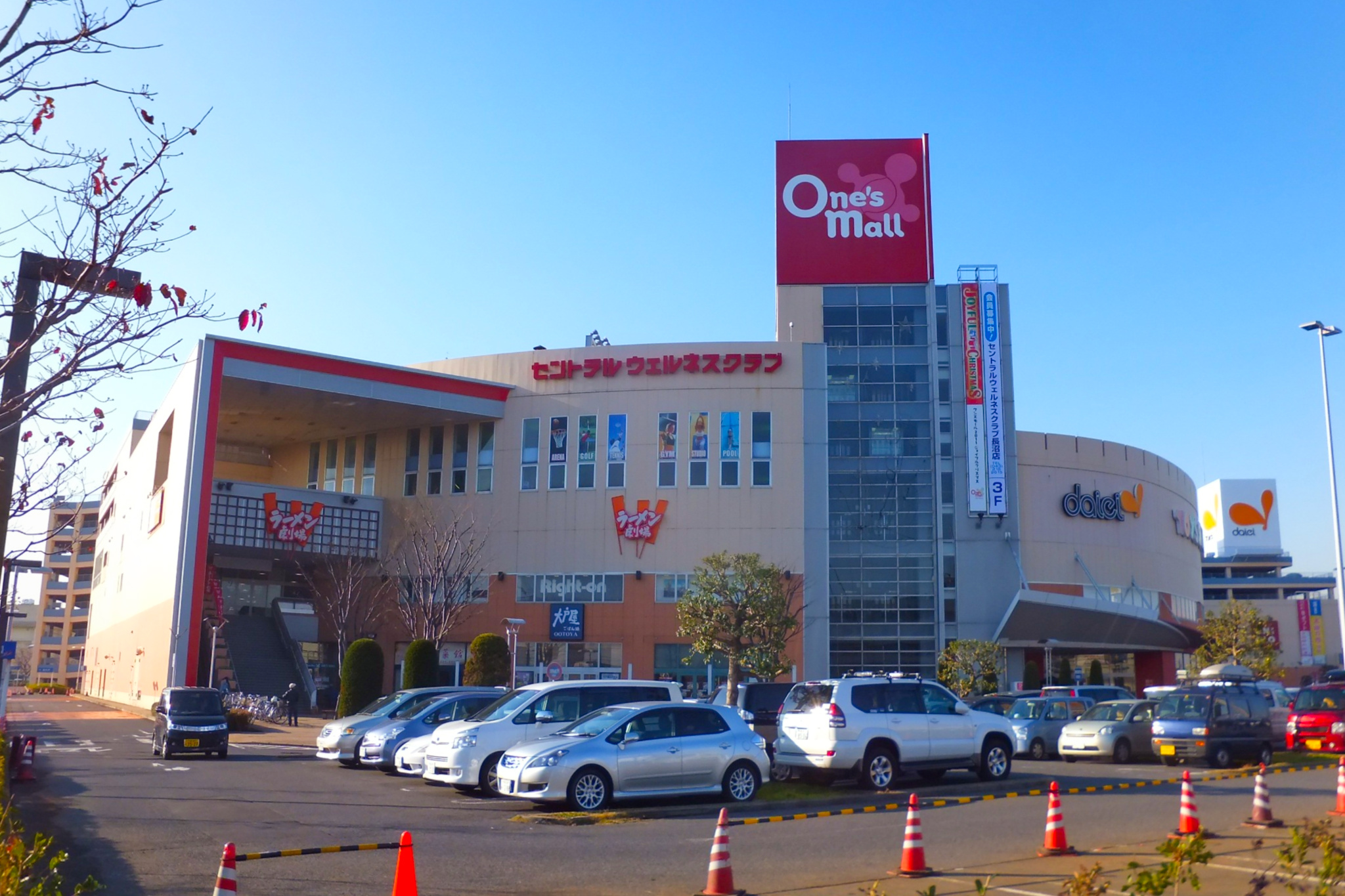
ダイエー時代の外観

  - 11月7日 - 千葉ラーメン劇場が開店。
- 2005年（平成17年）
  - 2月1日 - ダイエーが再生計画の一環で閉店が発表される。
  - 9月29日 - 閉店予定だったダイエーが、業績回復が見込まれると判断され閉店を免れた[6][7]。
  - 12月15日 - 東西アセット・マネジメントがファンド運用を開始したと発表[2]。
- 2006年（平成16年）
  - ダイエー直営の家電、玩具、インテリア売場を廃止された。
  - 4月14日 - ニトリ、ユニクロが開店[14]。
- 2013年（平成25年）
  - 1月31日 - 千葉ラーメン劇場が閉店。
  - 春 - リニューアルオープン[11]
  - 6月27日 - スポーツデポが千葉ラーメン劇場跡地に開店。
- 2014年（平成26年）
  - 9月 - シンガポールのクリサス・リテール・トラスト（現・JapanCor）が「ワンズモール」を110億円で取得したと発表した[15][16][3]。
- 2016年（平成28年）
  - 3月1日 - ダイエーの営業権がイオンリテールに承継された。
  - 3月9日 - 開業当初から核テナントであったダイエーが営業終了。
  - 3月12日 - イオンが新たに核テナントとして営業開始。
- 2017年（平成29年）
  - 1月9日 - ユニクロが閉店[17]。
- 2018年（平成30年）
  - 9月 - JLLモールマネジメントが運営を受託。
  - 11月11日 - イオンの営業が2019年2月末で終了することが発表された[10][11]。
- 2019年（平成31年・令和元年）
  - 2月28日 - イオンが21時頃に閉店した。児島店長をはじめとする店員が閉店セレモニーを平面駐車場側入口で行い、客を見送った。
  - 6月18日 - ロピアが1階イオン跡地に開店[12]。また、旧イオン千葉長沼店のフードコート側（モーリーファンタジー跡地）にはマツモトキヨシが正面入口側から移転しオープン。2階フロアは西松屋やパシオス、セリアなどがオープンした。
  - 8月18日 - スポーツデポが閉店。
  - 11月1日 - 「ワンズモールエポスカード[18]」が発行スタート[19]。
  - 11月16日 - コジマ×ビックカメラがスポーツデポ跡地に開店[20]。
- 2020年（令和2年）
  - 6月14日 - タム・タムがイオンマリンピア専門館へ移転のため、閉店。
  - 11月1日 - 開業当初からテナントであったトイザらスが閉店。
- 2021年（令和3年）
  - 11月5日 - ドン・キホーテがトイザらス跡地に開店。ドン・キホーテは同年1月までワンズモールの斜め向かいにて旧稲毛長沼店を営業していたため、事実上の後継店舗となる[21][22]。
- 2024年（令和6年）
  - 8月25日 - エポスカードセンターの営業終了。ワンズモールエポスカードの発行も終了し再発行分は通常のエポスカードに切り替わる[23]。

## テナント
- 主なテナントはロピア、マツモトキヨシ、コジマ×ビックカメラ、ニトリ、ドン・キホーテ、セントラルウェルネスクラブ長沼、ABCマート
- 詳細は公式サイト「フロアガイド」を参照。

### 過去の主なテナント
- ダイエー（2000年11月16日開店 - 2016年3月9日閉店）
- イオン（2016年3月12日開店 - 2019年2月28日閉店）
- トイザらス（2000年11月15日開店 - 2020年11月1日閉店[24]）
- ユニクロ（2006年4月14日開店 - 2017年1月9日閉店[17]）
- スポーツデポ（2013年6月27日開店[25] - 2019年8月18日閉店[26]）
- タム・タム（2014年7月19日開店[27] - 2020年6月14日閉店[28]）
- 千葉ラーメン劇場（2003年11月7日開店[29] - 2013年1月31日閉店[30]）

### ダイエー・イオン時代フロア構成
- 1階 - 食料品、化粧品、薬、自転車、フードコート（ディッパーダンなど）、ゲームコーナー（らんらんらんど→モーリーファンタジー）
- 2階 - 衣料品、専門店（マツヤデンキ、ユニクロ、キッズランド）
- 3階 - 専門店（ニトリ）

店舗面積は約6000平方メートルで、イオンの中では小型店舗であった。
2006年（平成18年）以前は全階が直営売場で、3階はメンズファッション、スポーツ用品、家電、子供用品を扱っていた。

## 千葉ラーメン劇場
2003年（平成15年）11月7日に千葉県下初のラーメン複合施設「千葉ラーメン劇場」がオープンした。半年または1年単位で店の入れ替えを行い、最大6店舗が入居可能。オープン時は徳島ラーメン「徳福」、東京の「いちや」、鹿児島ラーメン「我流風（がるふ）」、福岡の「拉麺帝国」、その他に、「竹麓輔商店」や、「めん屋桔梗」の計6店舗が入居していた。
2008年（平成20年）11月13日から、かつみが経営するラーメン店「ボヨヨンラーメン ウマインジャー」を出店していたが、わずか3ヶ月後の2009年（平成21年）1月31日に閉店。
2013年（平成25年）1月31日に千葉ラーメン劇場は閉店となった。跡地は同年6月27日にスポーツデポが開店し、2019年（令和元年）8月18日に閉店。現在は、コジマ×ビックカメラが入居している。

## 交通アクセス
詳細は公式サイト「アクセス＆インフォメーション」を参照